# سیارک ۸۷۰۴
سیارک ۸۷۰۴ (به انگلیسی: 8704 Sadakane، نامگذاری:1993YJ) هشت هزار و هفتصد و چهارمین سیارک کشف شده‌است که در ۱۷ دسامبر ۱۹۹۳ کشف شد.